# Siemion Urusow

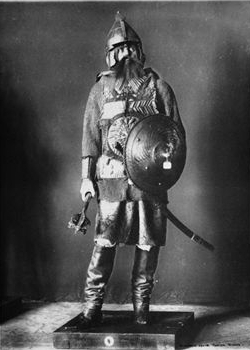
Moskiewski setnik (сотенный головаu1) z XVII w.

Siemion Andriejewicz Urusow (ros. Семён Андреевич Урусов, także Semen Urusow, ur. ok. 1610, zm. w 1657 pod Rygą) – rosyjski kniaź, wojewoda nowogrodzki, uczestnik wojen polsko-rosyjskich, dowódca korpusu w wojnie polsko-rosyjskiej 1654-1667, najbardziej znany ze swojego zwycięstwa w bitwie pod Wierzchowicami (27 listopada 1655 r.); przodek książąt Urusowów.

## Życiorys
W latach 1638–1642 stolnik, w latach 1641-1645 krawczyj, następnie dworianin moskiewski, wojewoda nowogrodzki w latach 1645-1647. Po rozpoczęciu wojny polsko-rosyjskiej w latach 1654-1667 został setnikiem (сотенный голова) w carskiej wyprawie na Smoleńsk.
Z powodzeniem dowodził oddziałami na Litwie. W marcu 1655 r. otrzymał rangę bojara, a w sierpniu został mianowany dowódcą pułku nowogrodzkiego.
Na przełomie sierpnia i września objął dowództwo nad armią Wasyla Szeremietiewa, co zdaniem A. N. Malcewa Urusow zawdzięczał przede wszystkim pobytowi u boku cara, ponieważ dotąd nie prowadził samodzielnych akcji. Do pomocy w dowodzeniu dostał kniazia Jurija Nikitycza Bariatinskiego(Borjatyńskiego). Razem z garnizonami rosyjskimi w Wilnie, Kownie, a potem w Grodnie Urusow dysponował siłami liczącymi ok. 8000 ludzi.
Pod koniec października 1655 r. wojska Urusowa ruszyły w kierunku Brześcia, gdzie skoncentrowały się oddziały polskie pod dowództwem regimentarza Pawła Sapiehy. Siły te składały się z 200 husarów, 3406 kozaków, 1740 tatarów, 1080 dragonów, 560 piechoty polskiej oraz oddziałów pospolitego ruszenia województwa brzeskiego pod dowództwem Maksymiliana Brzozowskiego, części pospolitego ruszenia województwa nowogródzkiego pod dowództwem Piotra Wiążewicza (około 1000 ludzi), chorągwi woluntarskich i oddziałów uciekinierów z ziem zajętych przez Moskwę oraz oddziałów prywatnych Sapiehów i Michała Kazimierza Radziwiłła, razem około 6000 ludzi.
W pierwszej dekadzie listopada idące od Kowna jednostki armii Urusowa rozbiły mniejsze oddziały polskie, w tym Zygmunta Adama Słuszki, który został zmuszony do wycofania się do Brześcia, ale dzięki temu siły Sapiehy wzrosły do 7000 ludzi. Przebywszy Narew oddziały rosyjskie skierowały się na Orlę i Wysokie Litewskie. Tam do Urusowa dotarł posłaniec od Pawła Sapiehy, Jan Fryderyk Sapieha, który bezskutecznie próbował przekonać Urusowa, że obóz brzeski przyjął protekcję króla Karola Gustawa i w związku z tym jest pod szwedzką ochroną.
23 listopada wojska rosyjskie rozłożyły się między Skokami a Klejnikami, a następnie zdobyły i obsadziły most na Leśnej. Rozpoczęta tego dnia bitwa pod Brześciem przyniosła początkowo sukces Pawłowi Sapieże – Rosjanie zostali zmuszeni do odwrotu do obozu pod Skokami. Po krótkim rozejmie Litwini wznowili działania wojenne 24 listopada, zmuszając Urusowa i jego oddziały do wycofania się pod Wierzchowice, gdzie Rosjanie zostali zablokowani i znaleźli się w pozornie beznadziejnej sytuacji. Urusow odrzucił jednak propozycję bezwarunkowej kapitulacji, a tymczasem wśród jego żołnierzy zapanował niezwykły duch bojowy.
27 listopada Urusow kazał zaatakować zupełnie nieprzygotowane na to oddziały Sapiehy, które poniosły dotkliwą klęskę. Ścigając wycofujące się wojska litewskie, Urusow natknął się przeprawę w Nowym Dworze, silnie bronioną przez okolicznych chłopów i wołkowyską chorągiew powiatową.
Mimo to i mimo niezdobycia Brześcia Siemionowi Urusowowi udało się skłonić szlachtę zebraną w Mścibowie do uznania zwierzchnictwa cara Aleksego. 6 grudnia w Świsłoczy Jakub Teodor Kuncewicz w imieniu powiatów: lidzkiego, grodzieńskiego, wołkowyskiego (województwo nowogródzkie) przyjął carską protekcję nad tymi powiatami oraz powiatem oszmiańskim, województwem mińskim i połockim. Traktat podpisany w Świsłoczy przez Urusowa i przedstawicieli szlachty (m.in. Kuncewicza) gwarantował litewskiej szlachcie dotychczasowe przywileje, zwrot ziem Wielkiego Księstwa Litewskiego zajętych przez Szwedów i niektórych ziem ukraińskich włączonych do Korony w okresie unii lubelskiej.
Po tych wydarzeniach wojska Urusowa wróciły przez Grodno do Wilna.
Wkrótce potem szlachta pułku nowogrodzkiego oskarżyła Siemiona Urusowa o nadużycia. Po przeprowadzonym w lutym – marcu 1656 r. śledztwie został skazany na zesłanie na Syberię, ale car mu wybaczył. Urusow wziął udział w kampanii ryskiej w 1656 r. w trakcie wojny rosyjsko-szwedzkiej. Umarł na służbie pod Rygą w 1657 r.

## Rodzina
Należał do rodziny bojarskiej o korzeniach tatarskich. Był prawnukiem Urusa, beja Wielkiej Ordy Nogajskiej (zm. 1590), wnukiem Satij-murzy (zm. 1590). Ojciec Siemiona Urusowa, Kasim-murza, w 1615 r. w Kazaniu został ochrzczony jako Andriej Satijewicz Urusow. Przeszedł na służbę cara Michała Fiodorowicza, od którego otrzymał nadania ziemskie, godności i urzędy, m.in. dworianina moskiewskiego. Matką Siemiona Urusowa była Maria Wasilewna Tiumeńska z rodu Kuczuma. Stryjecznym stryjem zaś – Piotr Urusow (wnuk Urusa, syn Jak-Arsłan-murzy), zabójca Dymitra Samozwańca II.
Siemion Urusow z żoną, Fiedosją Borysowną (kuzynką cara Michała), miał czterech synów, z których trzech pełniło funkcję wojewodów:
- Nikita Siemionowicz (zm. 1692) – bojar od 1680 r.; od niego wywodziły się późniejsze linie Urusowów(inne języki)
- Jurij Siemionowicz (zm. ok. 1719) – bojar od 1681 r., wojewoda mienzieliński od 1683
- Piotr Siemionowicz (1636-1686) – bojar od 1676 r., wojewoda smoleński od 1679 r., żonaty z Jewdokią Prokofiewną Sokowniną (ok. 1635-1675, siostrą Fieodosii Morozowej), drugi raz (po rozwodzie) od 1673 r. ze Stefanidą Daniłowną Stroganowną (1656/1658 - do 1703 r.).
- Fiodor Siemionowicz (zm. 1694) - bojar od 1680 r., wojewoda nowogrodzki (1683-84), żonaty z Fioklą (Teklą) Siemionowną Gruszecką, siostrą carycy Agafii Siemionowej.